# Халилова, Севиль Рза кызы
Севиль Рза кызы Халилова (азерб. Sevil Rza qızı Xəlilova; 10 января 1953, Баку, СССР — 28 ноября 2011, там же, Азербайджан) — азербайджанская актриса театра и кино, заслуженная артистка Азербайджанской Республики (2002).

## Биография
Севиль Халилова родилась 10 января 1953 года в Баку. Окончила вечернее отделение курсов «актёра кино» при киностудии «Азербайджанфильм» (1969—1970), затем актёрский факультет Азербайджанского государственного института искусств имени Мирзага Алиева. Играла в Азербайджанском государственном академическом национальном драматическом театре.
Скоропостижно скончалась 28 ноября 2011 года, похоронена на кладбище в Новханы.

## Награды
- Заслуженная артистка Нахичеванской Автономной Республики (23 июня 1986 года)
- Заслуженная артистка Азербайджанской Республики (24 декабря 2002 года)

## Работы в театре
- «Хороните мертвецов на кладбище» («Ölüləri qəbristanlıqda basdırın»)

## Фильмография
1. 1978 — Mehmanxana sahibəsi
2. 1979 — Юности первое утро — эпизод
3. 1979 — Yollar görüşəndə…
4. 1984 — Kişilər
5. 1990 — Yad qızı
6. 2002 — Güllələnmiş heykəllər
7. 2007 — Biz qayıdacağıq